# Витратомір Вентурі

Витратомір Вентурі, (рос. расходомер Вентури; англ. Venturi meter; нім. Venturimesser m) — витратомір трубчастого типу, витрата рідини яким вимірюється за зміною тиску в трубках з різним прохідним поперечним перерізом.
Для контролю витрати пульп і суспензій рекомендується використовувати сопло або трубу Вентурі (рис. ), робочі поверхні яких для підвищення зносостійкості можуть футеруватися різними стійкими до стирання матеріалами (наприклад, кам’яне литво) або гумуватися (покриття гумою).
Для запобігання попаданню твердої фази контрольованого середовища в порожнини дифманометрів контроль тиску здійснюється за допомогою розділювальних посудин (2).
Верхня і нижня порожнини розділювальних посудин розділені в’ялою мембраною, при цьому верхні порожнини і порожнини диференціального манометра заливаються дистильованою водою.